# سوبرمان/باتمان: أعداء الجميع
سوبرمان/باتمان: أعداء الجميع (بالإنجليزية: Superman/Batman: Public Enemies) هو فيلم رسوم متحركة أمريكي يستند على شخصيات القصص مصورة سوبرمان وباتمان التي تنشر بواسطة دي سي كومكس، الفيلم من إنتاج وارنر براذرز أنيميشن عام 2009 و قام بإخراجه سام ليو و تم تأليفه من قبل ستان بركويتز.

## وصلات خارجية
- الموقع الرسمي
- سوبرمان/باتمان: أعداء الجميع على موقع IMDb (الإنجليزية)
- سوبرمان/باتمان: أعداء الجميع على موقع روتن توميتوز (الإنجليزية)
- سوبرمان/باتمان: أعداء الجميع على موقع نتفليكس (الإنجليزية)
- سوبرمان/باتمان: أعداء الجميع على موقع ألو سيني (الفرنسية)
- سوبرمان/باتمان: أعداء الجميع على موقع أول موفي (الإنجليزية)
- سوبرمان/باتمان: أعداء الجميع على موقع فيلمافينيتي (الإسبانية)
- سوبرمان/باتمان: أعداء الجميع على موقع قاعدة بيانات الفيلم (الإنجليزية)
- سوبرمان/باتمان: أعداء الجميع على موقع ليتربوكسد (الإنجليزية)
- سوبرمان/باتمان: أعداء الجميع على موقع كينوبويسك (الروسية)